# Badhoevedorp
Badhoevedorp è una città della provincia d'Olanda Settentrionale nei Paesi Bassi. Appartiene alla  municipalità di Haarlemmermeer e si trova dal lato opposto del Ringvaart rispetto ad Amsterdam.

## Economia
La divisione di MGA Entertainment per il Benelux ha la sua sede a Badhoevedorp.